# Fundação Ernesto Frederico Scheffel
A Fundação Ernesto Frederico Scheffel é um museu brasileiro, localizado na cidade de Novo Hamburgo, no estado do Rio Grande do Sul. Seu acervo foi tombado pelo Instituto do Patrimônio Histórico e Artístico Nacional.
O museu está instalado em um prédio construído em 1890 por Adão Adolfo Schmitt, de estilo neoclássico, localizado no bairro Hamburgo Velho. Em  seus três andares estão expostas pinturas, esculturas, desenhos e partituras musicais, de acordo com as diferentes fases do artista Ernesto Frederico Scheffel, constituindo-se numa das maiores pinacotecas do mundo entre as compostas por obras de um mesmo artista.
A casa onde atualmente funciona a Fundação Scheffel serviu as pessoas como diferentes formas: como residência, como local de eventos culturais, como casa comercial e até como hospital. O prédio foi restaurado pelo governo municipal e hoje abriga mais de 400 obras de Ernesto Frederico Scheffel.